# Starý židovský hřbitov v České Lípě
Starý židovský hřbitov se v České Lípě (německy Alter jüdischer Friedhof in Böhmisch Leipa; hebrejsky בית קברות ישן בליפא) nachází v severozápadní části města v blízkosti městského parku, mezi ulicemi Roháče z Dubé a U Střelnice, poblíž železniční zastávky Střelnice. Jedná se o jeden z nejstarších dochovaných židovských hřbitovů v severních Čechách. 

## Historie a popis
Založen byl před rokem 1575 za městskými hradbami (podle nedoložitelné tradice již roku 1479), v roce 1758 došlo k jeho rozšíření a používán byl do roku 1905. V témže roce byl u městského hřbitova založen Nový židovský hřbitov, dnes již neexistující. Na počátku druhé světové války byl starý hřbitov roku 1938 zdevastován nacisty a část náhrobních kamenů byla odvezena a použita k zasypání říčního ramene Ploučnice. Do dnešní doby se dochovalo přibližně 140 náhrobků, z nichž nejstarší pochází z roku 1682. Většina náhrobků pochází ze 17. a 18. století a jde o masivní stély. Na hřbitově docházelo k pohřbívání ve vícero vrstvách, protože další rozšíření na stávajícím místě nebylo možné.
Unikátní je žulový náhrobní kámen ve tvaru černého jehlanu, který připomíná hrob rabína a 31 dalších obětí pogromu z 9. prosince1744.Při průzkumu prováděném Státním židovským muzeem z Prahy byl nalezen nejstarší náhrobek z roku 1682. Protože židovská víra nedovoluje manipulovat s hroby, existenci starších hrobů ve spodní vrstvě není možné doložit.

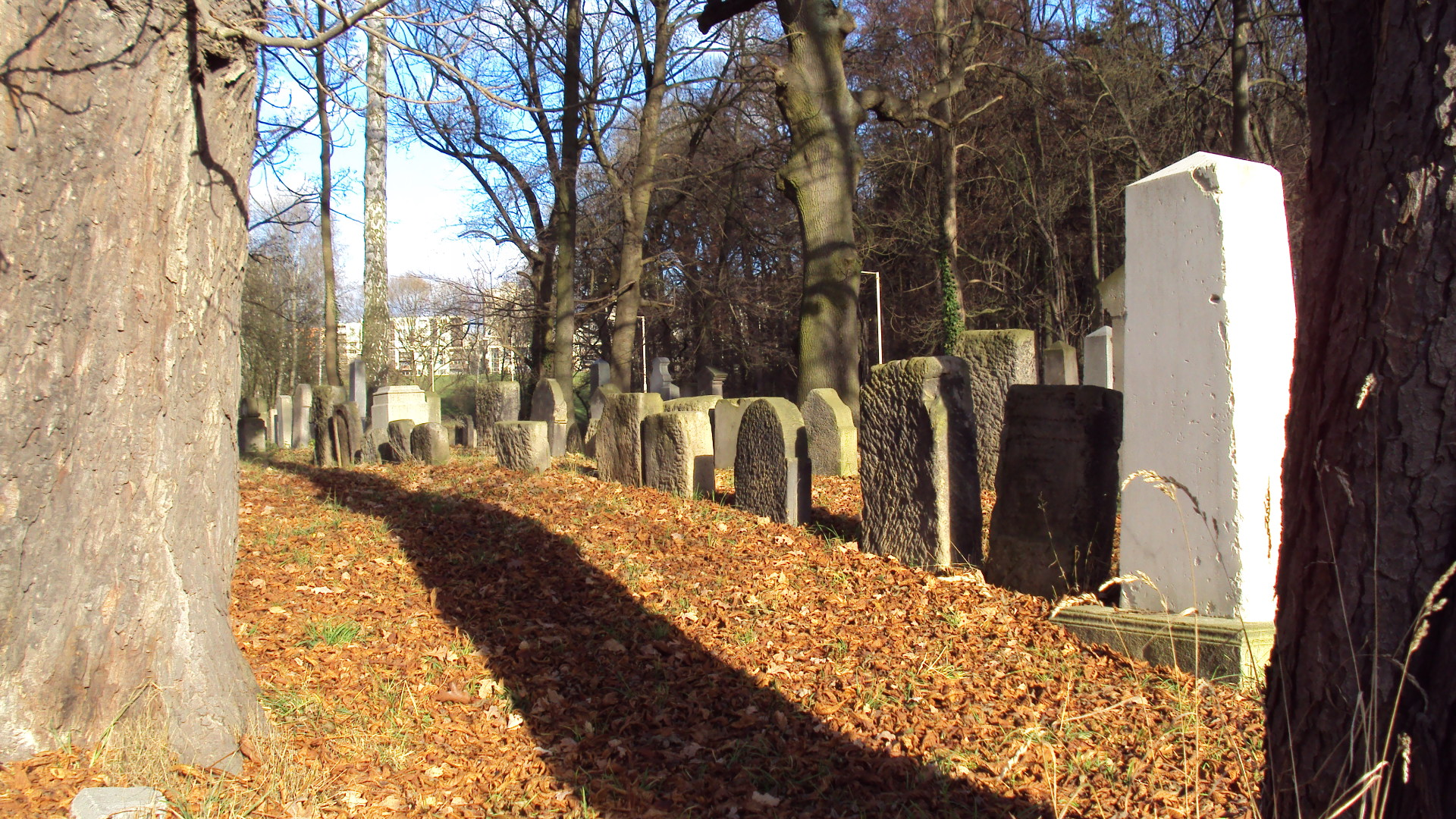
Hřbitov se nachází při západním okraji městského parku

Českolipským hřbitovům ze všeho nejvíce ublížilo období budování tzv. rozvinutého socialismu. Starý židovský hřbitov v parku u restaurace a zastávky Střelnice (resp. jeho současné torzo) existoval v České Lípě podle tradice již od roku 1479, podle pramenů minimálně od roku 1575.[zdroj?] Odborná literatura (Fiedler i Rozkošná) zmiňují nejstarší dochovaný náhrobek z roku 1682. Patří panu Avdilovi Sobotkovi (č. 063).  Domníváme se, že během katalogizace jsme ale dospěli k datu ještě staršímu a to 1674. Jedná se o dvojnáhrobek (č. 092) zcela zřetelně datovaný k letům 1674 a 1675. 
Židé jsou tedy v České Lípě doloženi někdy od doby[kdy?] Berků z Dubé a Vartenberků. Českolipští muzejníci (Ladislav Smejkal) zmiňují nález pečetidla žida Rudigera ze 14. století.[zdroj?] Určitě tu však jsou spolehlivě již několik generací před Bílou horou. Vartenberské sídlo Neuschloss (Zahrádky) patřilo tehdy k nejvýstavnějším renesančním sídlům české šlechty v tomto regionu. A matriky ještě v devatenáctém století uvádějí u celé řady zesnulých, že se jednalo o familianty zahrádecké vrchnosti - „Neuschlosserherrschaft-Familiant“. Po Bílé hoře připadají zdejší majetky na čas Albrechtovi z Valdštejna a po jeho vraždě 1634 přecházejí po příbuzenské linii přes jeho vdovu Isabelu z Harrachu a posléze dceru Marii Elisabeth z Frýdlantu do rodiny Kouniců. Ti pak drží Lípu vlastně až do  zrušení poddanství roku 1848.  První písemný pramen potvrzující přítomnost židů v České Lípě pochází podle údajů v Goldovi z roku 1570, fyzicky dochovaný doklad o existenci židovské čtvrti, synagogy a hřbitova teprve z roku 1699 – jakási zpráva o židovském živlu ve městě. Pořízená patrně nežidovskou rukou, hovořící mj. o tom, že se židé do města postupně vloudili (eingeschlichen), dnes vlastní různé domky odkoupené od křesťanů,  svůj hřbitov a také dřevěný domek sloužící k liturgii.  V Goldovi se také dočteme, že pozemek pro starý hřbitov věnoval zdejším židům již na konci 16. století Jan z Vartenberka. Měšťanstvo Lípy se cítilo poškozeno a dotčeno, rozpoutal se okolo toho dokonce soudní spor, jelikož město považovalo všechny pozemky poblíž tzv. Ziegelteich za svůj majetek.
Goldův spolupracovník rabín Dr. Bernard Wolf, který heslo „Leipe“ zpracovával, uvádí také seznam rodin z roku 1724, kde zmiňuje jednak 358 duší a jednak také skutečnost, že tehdy dvě třetiny lipského židovstva tvořily staré zdejší rodiny, zhruba třetinu potom židé přišedší – z Boleslavi, Úštěka, Libochovic a Radešína, dále i z větších dálky – z Náchoda, Postoloprt, Roudnice a Kolína, dokonce i z Říše, Rakous a Moravy. Dvě rodiny dokonce z Polska. V tomto seznamu již potkáváme jména rodin, jejichž příslušníci mají své náhrobky skutečně i na střelnickém hřbitově. (Altschul, Gans, Schreiber, Schulhof apod. také však rodiny Koswein z Boleslavi anebo málo frekventovaná rodina Lewoja.)

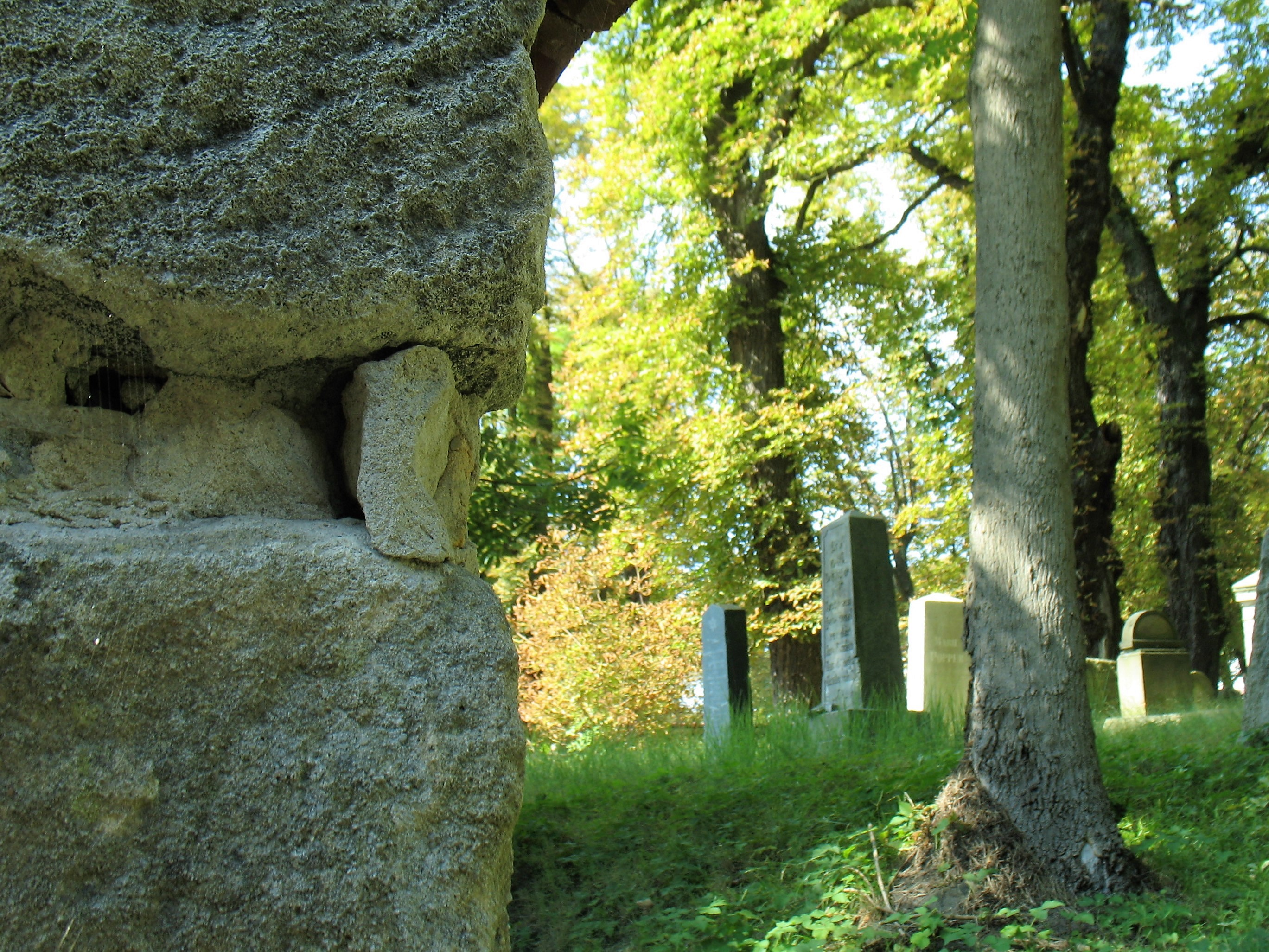
Pohled od vchodu, uprostřed je obelisk, připomínající oběti pogromu z roku 1744

V roce 1744 došlo v prosinci v Lípě k pogromu na židy ze strany pruských pandurů majora (poručíka) Schimpsena. Bezprostřední pogrom trval zhruba od desíti hodin dopoledne do čtyř odpoledne. 30 duší přišlo o život, 40 bylo zraněno. Kořist v hotovosti i ve zboží obnášela zhruba 30 tisíc zlatých. K pogromu došlo v prosinci, židé houfně opustili své příbytky a schovávali se po lesích. Někteří zranění a mrtví byli nalezeni až několik týdnů po události, jak vysvítá z dobových pramenů. Důvod, proč Schimpfenovi husaři zaútočili lze jen odhadnout. Šlo především o kořist. K rabování židovského majetku se zřejmě připojila i českolipská lůza. Na hřbitově dodnes najdeme památník (č. 062) zbudovaný zdejší Chevra kadiša k výročí této události. Památník je dnes již značně poškozený. Na hřbitově se však nacházejí jen tři náhrobky datované k roku 1744. (č. 021, 023 a 052), jedná se však o náhrobky osob, které zemřely ještě před datem pogromu.
V roce 1850 zasáhla Českou Lípu vlna cholery a úplavice. Tento rok podle matrik vykazuje asi nejvyšší počet úmrtí. Daný nejen dejme tomu vyšším procentem židovského osídlení, ale zejména příčinou smrti.
Zdejší bejt-olam je tak malý, že se odborníci domnívají – i vzhledem k tomu, že plocha hřbitova je jaksi výše než ostatní terén – že zde docházelo k pohřbívání ve vrstvách – navzdory tomu všemu jde pouze o předpoklad. Nicméně velmi pravděpodobný. Pokud by se v České Lípě skutečně ve vrstvách pohřbívalo, musel by ve dvacátých letech hřbitov vypadat zhruba stejně jako starý hřbitov pražský. Židovská obec s fungujícími spolky Chevra kadiša, Naase micwot, Bikur cholim a Banot Zion (ženská odnož chevra kadiša) by těžko připustila, aby starší macevy zůstaly zahrnuty zeminou a nebyly vsazeny na povrch. Ostatně naplocho ležící (pohřbené) starší náhrobky by i značně ztěžovaly další pohřbívání. Na druhou stranu je doloženo, že starý hřbitov byl během války demolován nacisty. Množství náhrobních kamenů bylo násilně odstraněno a použito k zasypání ramene Ploučnice. 
V roce 1905 se na zdejším hřbitůvku přestává pohřbívat a židé si zřizují nové pohřebiště. Zhruba v letech 1903 až 1905 fungovalo ještě jakési  židovské oddělení při komunálním hřbitově. Nový hřbitov s obřadní budovou v maurském stylu válku přežil a byl, žel, jak uvedeno v úvodu zlikvidován , rozprodán a rozkraden v letech normalizace zhruba okolo roku 1983. Pavel Jakubec se zmínil: Hodně by mne zajímalo, kdo odkoupil kámen z nového hřbitova, ale podle svých zkušeností z Jablonce to bylo asi povícero subjektů. Smutná, leč běžná normalizační praxe navíc s přímým podílem provinění tehdejších reprezentantů českého židovstva. Přebroušené kvalitní kameny, bez evidence a tedy i bez historické kontinuity o lipských židovských pohřebištích.
Haličské hroby zde nenajdeme. To ovšem neznamená, že by lipská obec uprchlíky v důsledku první války nepřijala. Uprchlíci z Haliče byli ale pochopitelně pohřbeni již na novém hřbitově a jejich kameny tedy rozkradeny a rozvlečeny spolu s náhrobky místních.
Oprava, úprava a částečná revitalizace starého hřbitova byla dokončena v roce 1999. Po úpravách se hřbitov stal z poloviny pouhým lapidáriem. Což halachicky ničemu nepřekáží, jen je dobré tuto skutečnost znát. Došlo paradoxně dokonce i k tomu, že některé náhrobky původně patřící k sobě – podstavec a horní obelisk – jsou dnes vydávány za rozdílné hroby. Z toho lze odvodit, že revitalizace probíhala bez konzultace s hebraisty.
Rabín Dr. Bernard Wolf v Goldovi také zmiňuje, že matriky zemřelých začaly být důsledně vedeny od roku 1782. On-line matriky zpřístupněné badatelnou však zahrnují pouze svazky iii. a iv. A tedy rozpětí let 1839 až 1949 – resp.1839–1865 a potom 1875-1949; Tyto údaje částečně pomáhají identifikovat rodinná jména starších náhrobků, ale vzhledem k výše uvedeným skutečnostem, je detailní provázání matrik a katalogu  - přinejmenším při zaměstnání herce a on-line z domova od počítače - téměř nemožné.. (Zevrubný opis svazku iii. najdete jako součást tohoto katalogu – svazek iv. Je poměrně čitelný a hroby z let 1903-1949 resp. Náhrobky ze zlikvidovaného hřbitova už asi nedohledáme!!)
Nejstarší a nejrozšířenější rodinou je rodina Altschul; Schulhof a Gans-Schneiderovi se živili hausírnictvím, Baruch Wallerstein (†1863) tajemník náboženské obce; učitele a rabonnim si obec najímala odjinud – Daudleb a tak.) V matrikách také nacházíme zmínku o „Synagogalendiener Mukdenovi (Mukten) a emeritním panu učiteli (Schullehrer) Samuelu Schreiberovi (+1887)
Historicky zajímavé by asi bylo zpracovat to, o čem dnešní doba neslyší ráda. Totiž nakolik židovský živel ovlivnil rozvoj a život na textilu závislého města. Významné rodiny a textilní firmy uvádí rabín Wolf ve svém závěru: Renomované firmy Lobositz, I. H. Altschul, Emanuel Gans, Salomon Gans, Jacob Pick Söhne, Josef Altschul, Ignaz Dub, Josef N. Altschul, Elias Östreicher, Michael Priester (tato rodina se v Lípě objevuje poměrně pozdě), H. Priester anebo I. S. Adler (Gold). Vrchnostenští židé se časem propracovali na pozice pachtýřů mýta, vinopalníků (rodina Loksch)  a nájemců šenkoven, ekonomů a účetních vrchnostenské agendy. Byli tu ale také tandleři, trödleři a hauzírníci. Objevují se i tradiční řemesla jako krejčí a obchodník s textilem. Židé měli své řezníky i obchodníky s kůži a kožešinami.  A věnovali se zastavárenství, směnárenství a financím. V tom se běžný život lipenských židů nijak nelišil od zbytku naší vlastí.
Epigraficky se v České Lípě příliš neobohatíme. Starobylost náhrobků je vykoupena tím, že všechny epitafy jsou poměrně lakonické, obsahují pouze základní data. Ty novější jsou rozkradeny. Z těch několika „upovídanějších“ však opět poznáváme totéž, co na řadě jiných pohřebišť. Zdejší Chevra kadiša anebo místní sofěři měli a) vynikající znalost tóry, b) kultivovaný literární jazyk a c) do jisté míry své vlastní „obecní“ obraty, způsoby a obrazy, které na jiných lokalitách nenacházíme.  (42b, 43, Avdiel Sobotka – 063 aj.)
085 – Markus Altschul (1854)
Upřímný, vzácný, chodíval bezúhonně
a jedině Vznešenému býval věrný jeho duch
a srdcem ryzím dokonalým, vždy spěchal pomoci
v čas soužení chudým a potřebným
Byl teprve  na cestě (odno be-darko), když se odebral
ke svým předkům, kde bude s jásotem sklízet ovoce
své ušlechtilosti...
Na ostatní epitafy upozorňuje přímo následující katalog.

## Dnešní stav
Hřbitov je chráněn jako kulturní památka České republiky, zapsaná do celostátního registru pod číslem 24003/5-2778. V 90. letech hřbitov prošel rozsáhlou rekonstrukcí, která byla dokončena v roce 1999. Je ohraničen zdí a uzamčen.